# 宇戸村 (岡山県)
宇戸村（うとそん）は、岡山県小田郡にあった村。現在の井原市の一部にあたる。

## 地理
吉備高原の南縁部に位置していた。
- 山岳：宇戸竜王山[2]

## 歴史
- 1889年（明治22年）6月1日、町村制の施行により、小田郡宇戸谷村、烏頭村、宇戸村、上高末村（一部、麦草）が合併して村制施行し、宇戸村が発足[1][2]。旧村名を継承した宇戸谷、烏頭、宇戸、上高末の4大字を編成[2]。
- 1906年（明治39年）青年団設立[2]。
- 1912年（明治45年）宇戸村信用販売購買利用組合設立[2]。
- 1916年（大正5年）煙草耕作組合設立[2]。
- 1917年（大正6年）養蚕組合設立[2]。
- 1935年（昭和10年）婦人会設立[2]。
- 1954年（昭和29年）6月1日、小田郡美山村・堺村、川上郡日里村と合併し、町制施行し美星町を新設して廃止された[1][2]。合併後、美星町大字宇戸谷・烏頭・宇戸・上高末となる[2]。

## 産業
- 農業、養蚕、葉煙草[2]